# Union sportive Roye-Noyon
Maillots
Actualités
L'Union sportive Roye-Noyon, abrégé en US Roye-Noyon, est un club de football français fondé en 2010 et situé à Roye en Picardie.
Il est fondé par la fusion de l'Union sportive royenne et du Sporting Club Noyon et prend la place de l'US royenne en CFA 2 pour la saison 2010-2011. Il remporte le titre de CFA 2 lors de la saison 2011-2012.
Le club est actuellement présidé par Guy Capelier, et l'équipe première, entraînée par Pascal Manteau depuis juillet 2018, évolue en Régional 1 lors de la saison 2022-2023.

## Historique
L'Union sportive Roye-Noyon Cœur de Picardie est fondée le 21 juin 2010 par fusion de l'Union sportive royenne et du Sporting Club Noyon, les deux clubs étant en difficulté financière. Les clubs des deux villes sont distants d'une vingtaine de kilomètres et ne sont pas dans le même département. Roye est situé dans le sud de la Somme tandis que Noyon se trouve dans le nord de l'Oise. L'US royenne est fondée en 1928 et possède le numéro d'affiliation no 6085, ; le SC Noyon est fondé en 1927 et possède le numéro d'affiliation no 2605,. Le nouveau club a pour numéro d'affiliation le no 90358. Il est basé à Roye, mais est affilié au District de l'Oise de la Ligue de Picardie jusqu'à la saison 2020-2021. À partir de la saison 2021-2022, il sera affilié au District de la Somme de la Ligue de Picardie.
Le nouveau club prend la place en CFA 2 (5e niveau) de l'US royenne pour la saison 2010-2011. À la fin de la saison 2011-2012, l'US Roye-Noyon accède au CFA en terminant premier de son groupe. Il s'impose pour cela lors de la dernière journée trois buts à un sur le terrain du dernier, le CO Saint-Dizier. Le club remporte de plus le titre de champion tous groupes confondus.
L'US Roye-Noyon termine ensuite deux fois consécutives quatrième en CFA et dispute sa troisième saison consécutive à ce niveau pour la saison 2014-2015.

## Résultats sportifs

### Palmarès
Le palmarès de l'US Roye-Noyon se compose d'un seul titre au niveau national, celui de CFA 2, soit le cinquième niveau national.
| Compétitions nationales |
| --- |
| Championnats - Championnat de France amateur 2 (D5) (1) - Champion : 2012 - Vainqueur de groupe : 2012 Coupes - Coupe de France - Meilleure performance : 8e tour en 2011 |

### Bilan saison par saison
| Saison    | Championnat             | Division | Clas. | Pts | J  | V  | N  | D  | Bp | Bc | Diff | Coupe de France |
| --------- | ----------------------- | -------- | ----- | --- | -- | -- | -- | -- | -- | -- | ---- | --------------- |
| 2010-2011 | CFA 2 (gr. B)           | 5        | 5     | 78  | 30 | 14 | 6  | 10 | 40 | 36 | +4   | 8e tour         |
| 2011-2012 | CFA 2 (gr. B)           | 5        | 1     | 88  | 30 | 17 | 7  | 6  | 55 | 33 | +22  | nc              |
| 2012-2013 | CFA (gr. A)             | 4        | 4     | 84  | 34 | 12 | 14 | 8  | 39 | 35 | +4   | nc              |
| 2013-2014 | CFA (gr. A)             | 4        | 4     | 71  | 28 | 12 | 7  | 9  | 31 | 24 | +7   | nc              |
| 2014-2015 | CFA (gr. A)             | 4        | 10    | 67  | 30 | 10 | 7  | 13 | 24 | 29 | -5   | 6e tour         |
| 2015-2016 | CFA (gr. A)             | 4        | 16    | 51  | 30 | 5  | 7  | 18 | 38 | 67 | -29  | nc              |
| 2016-2017 | CFA 2 (gr. C)           | 5        | 10    | 32  | 26 | 8  | 8  | 10 | 25 | 26 | -1   | nc              |
| 2017-2018 | National 3 (gr. I)      | 5        | 13    | 21  | 26 | 5  | 6  | 15 | 24 | 41 | -17  | nc              |
| 2018-2019 | Régional 1 (HdF, gr. B) | 6        |       |     |    |    |    |    |    |    |      | .               |
| 2019-2020 | Régional 1 (HdF, gr. B) | 6        |       |     |    |    |    |    |    |    |      | .               |
| 2020-2021 | Régional 1 (HdF, gr. C) | 6        |       |     |    |    |    |    |    |    |      | .               |
| 2021-2022 | Régional 1 (HdF, gr. C) | 6        |       |     |    |    |    |    |    |    |      | .               |
| 2022-2023 | Régional 1 (HdF, gr. A) | 6        |       |     |    |    |    |    |    |    |      | .               |
| 2023-2024 | Régional 1 (HdF, gr. )  | 6        |       |     |    |    |    |    |    |    |      | .               |

| Niveau IV | CFA (1997-2017), National 2 (depuis 2017)   |
| Niveau V  | CFA 2 (1997-2017), National 2 (depuis 2017) |
| Niveau VI | Ligue régionale                             |

### Bilan sportif
| Championnat              | Saisons | Titres | J   | V  | N  | D  | Bp  | Bc  | Diff |
| ------------------------ | ------- | ------ | --- | -- | -- | -- | --- | --- | ---- |
| Championnat de France D4 | 4       | 0      | 122 | 39 | 35 | 48 | 132 | 155 | -23  |
| Championnat de France D5 | 4       | 1      | 112 | 44 | 27 | 41 | 144 | 136 | +8   |

## Identité et image

### Couleurs
Le club jouait initialement en bleu clair avant de passer au bleu marine[réf. nécessaire].

### Logos

Logos de l'US Roye-Noyon
Ancien logo
Logo actuel

## Personnalités

### Présidents
Philippe Lespine prend en main l'US royenne en 1995 et devient président de l'US Roye-Noyon après la fusion en 2010. Il passe la main à Guy Capelier en 2014.
| Nom              | Période     |
| ---------------- | ----------- |
| Philippe Lespine | 2010-2014   |
| Guy Capelier     | depuis 2014 |

### Entraîneurs
| Nom              | Période   |
| ---------------- | --------- |
| Sébastien Dailly | 2011-2018 |
| Pascal Manteau   | 2018-     |

## Structures

### Stade
Le stade André-Coël est un stade de football situé à Roye dans la Somme. Il peut accueillir 4 500 personnes et accueille les matchs de l'US Roye-Noyon.
Mis en service entre 1945 et 1964 et rénové en 1995 et 2004, le stade André-Coël connait une modernisation des équipements sportifs en 2013 à la suite de la montée du club en CFA avec notamment l'ajout d'une tribune modulaire de 825 places supplémentaires.